# CB 230
| CB 230 / L1177                                                                                 | CB 230 / L1177 |
| ---------------------------------------------------------------------------------------------- | -------------- |
| Aufnahme mit einem 32-Zoll-Reflektor                                                           |                |
| Aufnahme mit einem 32-Zoll-Reflektor (Adam Block/Mount Lemmon SkyCenter/University of Arizona) |                |
| Beobachtungsdaten Äquinoktium: J2000.0                                                         |                |
| Sternbild                                                                                      | Cepheus        |
| Rektaszension                                                                                  | 21h 17m,6      |
| Deklination                                                                                    | +68° 18′       |
| Katalogbezeichnungen                                                                           |                |
| L1177, CB 230                                                                                  |                |

CB 230, auch als L1177 bzw. als deren Teil bezeichnet, ist eine Molekülwolke im westlichen Abschnitt des Sternbilds Cepheus. Sie gehört zur Cepheus Flare region, einem großen Komplex von Molekülwolken in der Milchstraße. Die Wolke enthält an ihrem östlichen Rand eine Globule mit mehreren Infrarotquellen, bei denen es sich um Protosterne handelt, sowie einen zugehörigen Jet. Die Entfernung der Struktur ist unsicher; Schätzungen variieren zwischen rund 250 und 550 Parsec.
Die Bezeichnung CB 230 geht auf einen Katalog von Dan P. Clemens und Richard Barvainis aus dem Jahr 1988 zurück.

## Globule mit Protosternen
Das Objekt war Gegenstand mehrerer Untersuchungen in verschiedenen Wellenlängenbereichen und gilt als interessantes Beispiel für die Entstehung von Sternen. Innerhalb der Globule wurden durch Joao L. Yun zwei Protosterne entdeckt und 1996 publiziert. Die beiden Infrarotquellen sind etwa 10″ voneinander getrennt (projiziert wenige tausend AE). Das prominentere, westliche Objekt zeigt einen davon ausgehenden Jet sowie einen Molekülstrom und die vom jungen stellaren Objekt ausgestoßene Masse hat eine Aushöhlung in der Globule erzeugt. Weitere Beobachtungen der östlichen Quelle ergaben starke Hinweise darauf, dass es sich dabei um ein Doppelsystem handelt, wodurch insgesamt möglicherweise ein Dreifachsystem vorliegen würde.

## Weitere Bestandteile und Umgebung der Molekülwolke

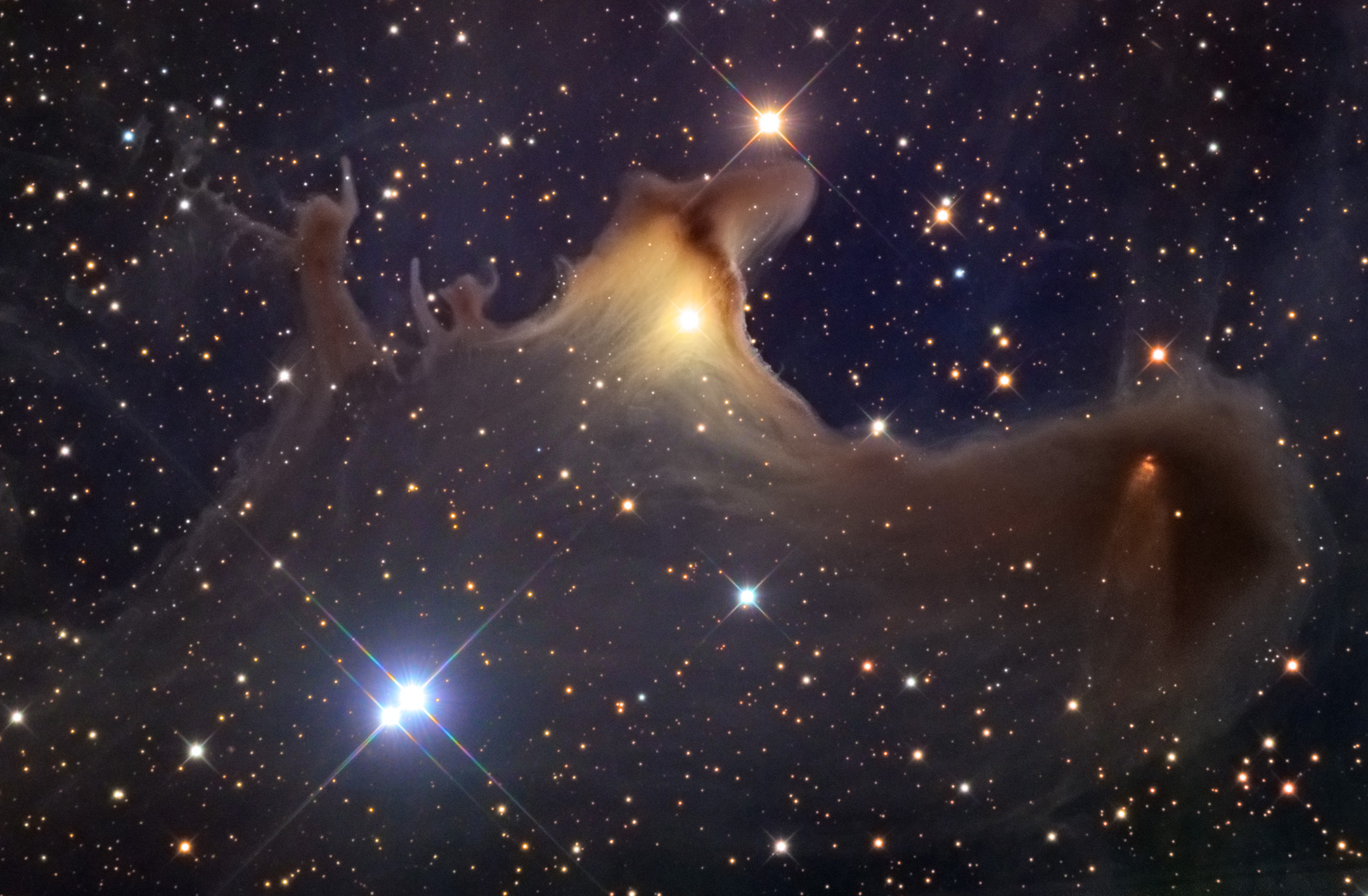
Übersichtsaufnahme zu L1177 / CB230: Links sind die gespensterhaften Säulen zu sehen. In der Mitte befindet sich vdB 141, rechts die Globule mit ausbrechendem Jet. Im Bild ist Süden oben und Norden unten.

An die Globule schließt eine helle Region der Molekülwolke an, die einen Stern beinhaltet, der aufgrund seiner nebligen Erscheinung von Sidney van den Bergh im Jahr 1966 als Reflexionsnebel vdB 141 katalogisiert wurde. Weiter westlich sind säulenartige Strukturen zu finden, deren Aussehen an Gespenster erinnert. Aufgrund dieser Formationen wird der Nebel gelegentlich mit Namen bedacht, wie beispielsweise „Spooky Nebula“, „The Ghosts of Cepheus“ oder ähnlichen.